# Faker (giocatore)
Faker (페이커?, Pe-ikeoLR), pseudonimo di Lee Sang-hyeok (이상혁?, I Sang-hyeokLR; Seul, 7 maggio 1996), è un videogiocatore sudcoreano di League of Legends.
Precedentemente noto come GoJeonPa (고전파?) sul server coreano, dal 2013 gioca nella squadra T1 nel ruolo di mid laner. Noto per le sue forti abilità meccaniche, l'ampiezza del suo gruppo di campioni e i suoi 5 Mondiali vinti, è considerato il miglior giocatore di League of Legends di tutti i tempi, soprannominato "Unkillable Demon King" oppure "God", ed è stato il primo a raggiungere le mille e le duemila uccisioni nel campionato coreano. Il riconoscimento ottenuto a livello globale l'ha reso un simbolo non solo di League of Legends, ma anche della cultura e della comunità degli sport elettronici nel loro complesso.

## Biografia
Da bambino, Faker cresce nel distretto di Gangseo a Seul insieme al fratello minore, allevato dal padre Lee Kyung-joon, di professione carpentiere, e dai nonni. Inizia a giocare in età precoce, interessandosi a League of Legends quando viene lanciato in Corea nel 2011 e diventando rapidamente uno dei giocatori più forti del server locale, noto come GoJeonPa, finché nel 2013 viene assunto dalla squadra professionista SK Telecom T1 e cambia nome in Faker. Per perseguire la carriera negli sport elettronici, lascia gli studi appena iniziati alla scuola superiore Mapo.
Esordisce tra i professionisti ad aprile 2013 giocando contro i CJ Blaze, e nel corso dei dodici mesi successivi i T1 arrivano alle semifinali del campionato coreano, mentre durante la sua seconda stagione nella squadra si aggiudicano il campionato mondiale, vincendo altre quindici partite consecutive. Nel corso del 2015 condivide la sua posizione di mid laner con Lee "Easyhoon" Ji-hoon, che gli fa da riserva. I T1 vincono in seguito il Mid-Season Invitational 2016 contro i Counter Logic Gaming grazie alla performance di Faker e del compagno di squadra Bang. Due mesi dopo, è il primo giocatore del campionato coreano a totalizzare mille uccisioni. Quell'anno la squadra si aggiudica per la terza volta il torneo mondiale, del quale Faker è eletto MVP. Il giocatore rinnova inoltre il contratto con gli SK Telecom T1.
Il 6 febbraio 2017, Faker tiene la sua prima diretta su Twitch, raggiungendo un picco di 245.100 spettatori e segnando il record per il maggior numero di visualizzazioni ottenute fino a quel momento da un singolo streamer (il primato è infranto un anno dopo da un altro giocatore di League of Legends, Tyler1). Il 17 luglio 2018 gioca la sua quattrocentesima partita nel campionato coreano, sconfiggendo l'avversario 2 a 1, e a novembre rinnova con i T1 per altri tre anni.
Nel 2019 è inserito nella lista di Forbes 30 Under 30 Asia nella categoria Intrattenimento e sport. Il 7 luglio i T1 vincono il campionato Rift Rivals della lega coreana, e Faker diventa così il primo e unico giocatore ad aver trionfato a tutti i tornei internazionali di League of Legends (Mid-Season Invitational, campionato mondiale, Rift Rivals e All-Star) organizzati da Riot Games. Il 21 agosto gioca la sua cinquecentesima partita durante gli LCK Summer Playoffs, che i T1 si aggiudicano per l'ottava volta dal suo ingresso in squadra. Il 27 ottobre consegue la sua centesima vittoria internazionale sconfiggendo gli Splyce al campionato del mondo.
Il 18 febbraio 2020, Faker estende il proprio contratto con la squadra fino al 2022, acquisendo anche la proprietà parziale di T1 Entertainment and Sports. Un mese dopo è il primo giocatore della lega coreana a raggiungere le duemila uccisioni. Il 28 novembre 2022 rinnova con i T1 per altri 3 anni.

## Riconoscimenti
- 2013 – Korea e-Sports Association, League of Legends MVP Award[28]
- 2015 – Korea e-Sports Association, League of Legends eSports Award of the Year[29]
- 2016 – Korea e-Sports Association, League of Legends eSports Award of the Year[30]
- 2018 – Premio David Yan come giocatore più amato[19]
- 2018 – Korea Esports Hall of Fame (Esports Stars)[31]